# Sam Kendricks
Sam Kendricks (né le 7 septembre 1992 à Oceanside) est un athlète américain, spécialiste du saut à la perche, champion du monde en 2017 à Londres et en 2019 à Doha.

## Biographie

### Débuts
Étudiant à l'université du Mississippi, en début de saison 2013, à Austin lors des Texas Relays, Sam Kendricks améliore de 21 cm son record personnel en franchissant une barre à 5,81 m. Il remporte la médaille d'or du saut à la perche lors des Universiades d'été de Kazan, en Russie, avec un saut à 5,60 m.
En 2015, il porte son record personnel en salle à 5,86 m. L'été suivant, il réalise par deux fois 5,82 : à Des Moines le 25 avril et à Monaco le 17 juillet. Il se classe neuvième des Championnats du monde de Pékin avec 5,65 m réalisés à son second essai.

### Médaillé à Rio (2016)

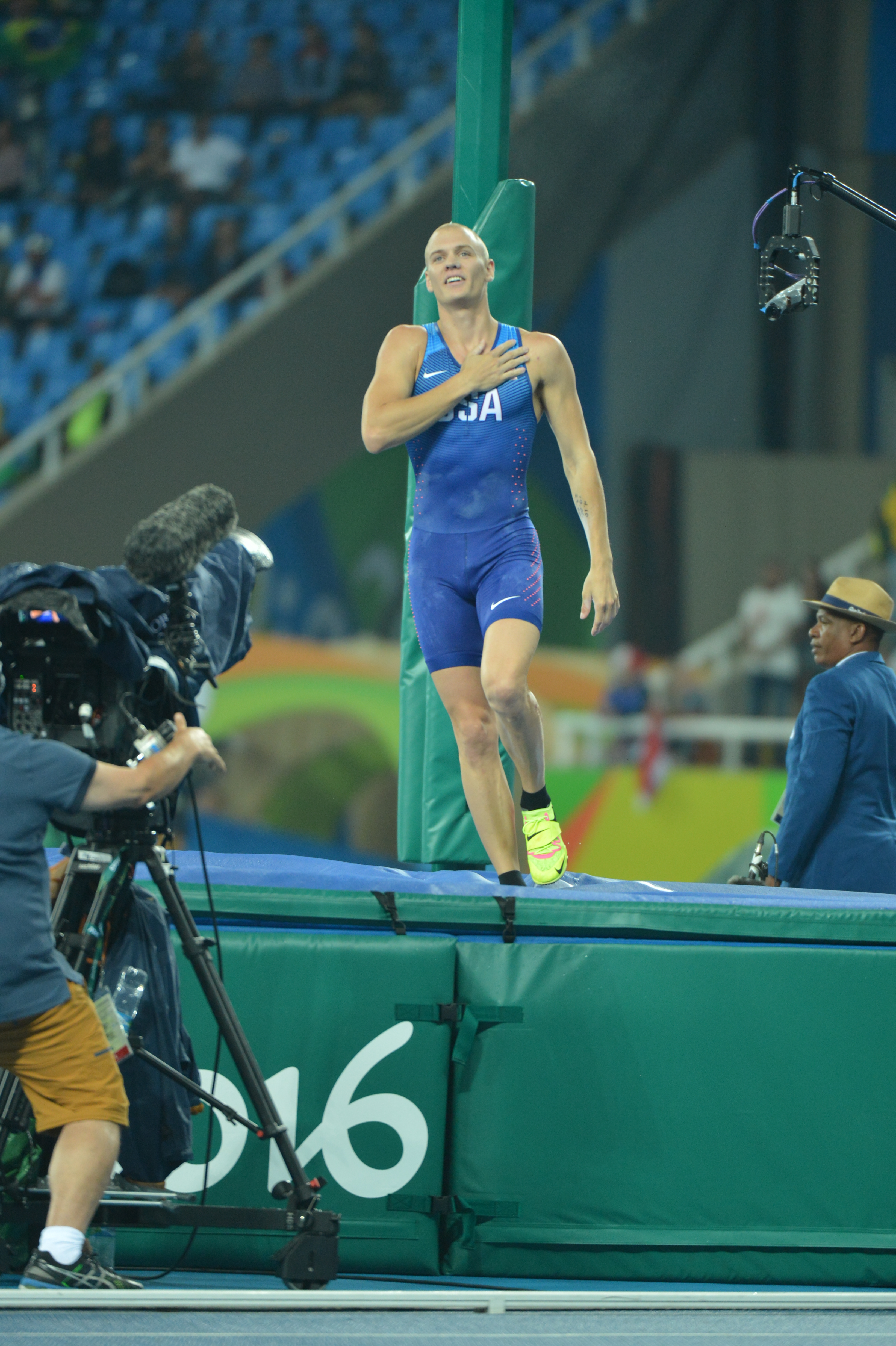
Kendricks lors des Jeux olympiques de 2016.

Le 21 février 2016, lors de la première édition du meeting All Star Perche organisé par le perchiste Français Renaud Lavillenie à Clermont-Ferrand, Kendricks se classe quatrième avec 5,84 m, au terme d'un concours de niveau olympique remporté par Renaud Lavillenie (6,02 m) devant le Canadien Shawn Barber (5,91 m) et le Grec Konstadínos Filippídis (5,84 m). Il porte son record le 11 mars suivant à 5,90 m lors des Championnats des États-Unis en salle qu'il remporte. La semaine suivante, toujours dans le même stade, Sam Kendricks devient vice-champion du monde en salle avec 5,80 m derrière Renaud Lavillenie (6,02 m).
Le 14 mai suivant, pour la 1re épreuve de la Ligue de diamant à Shanghai, Kendricks s'impose avec une barre à 5,88 m (record personnel), battant par la même occasion Renaud Lavillenie (5,83 m). Quatre jours plus tard, lors du World Challenge de Pékin, l'Américain efface une barre à 5,92 m, nouvelle meilleure performance mondiale de l'année et record personnel. C'est la meilleure marque réalisée par un Américain depuis 2008 (6,04 m par Brad Walker),. À Eugene, il remporte les sélections olympiques américaines, avec un saut de 5,91 m à son 3e essai et après avoir réussi tous ses sauts au premier essai, de 5,40 m à 5,80 m. Le précédent record des sélections était de 5,90 m par Tim Mack en 2004.
Aux Jeux olympiques de Rio, il termine 3e avec 5,85 m, derrière le Français Renaud Lavillenie et le Brésilien Thiago Braz Da Silva, auteur du nouveau record olympique avec 6,03 m. Il remporte ainsi la première médaille des États-Unis aux saut à la perche depuis 2004 et le titre de Timothy Mack, dans une discipline où un Américain fut titré de 1896 à 1968 sans discontinuité. Une semaine plus tard, lors de l'Athletissima de Lausanne, il s'impose devant le détenteur du record du monde Lavillenie en égalant son record personnel à 5,92 m et en battant son record personnel, alors que ce dernier échoue à la deuxième place ex æquo avec Piotr Lisek avec 5,72 m.

### Champion du monde (2017)

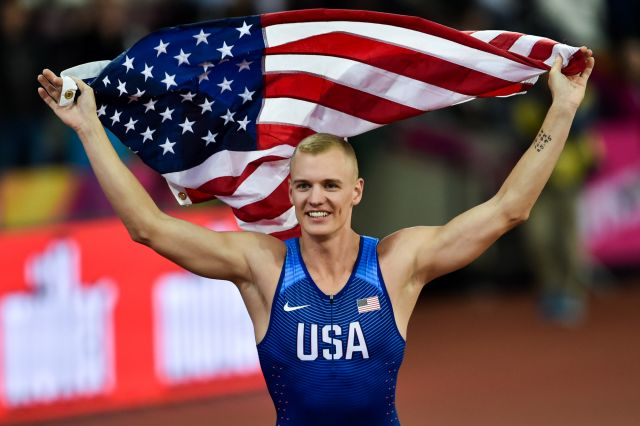
Kendricks lors des championnats du monde 2017.

Le 24 juin 2017, il remporte un nouveau titre national et franchit la mythique barre des 6 mètres, devenant le 21e homme de l'histoire à la réussir. Le 6 juillet, il s'impose à Lausanne avec 5,93 m, battant son propre record du meeting et restant invaincu cette saison.
Le 8 août 2017, à Londres, à l'occasion des championnats du monde, il devient pour la première fois de sa carrière champion du monde en franchissant 5,95 à son troisième essai. Auparavant, il a franchi comme à son habitude toutes les barres proposées soit 5,50 — 5,65 — 5,75 — 5,82 et 5,89 m à son premier essai. Il saute également une fois en vain à 6,01 avant d'arrêter son concours, dès lors que Renaud Lavillenie échoue à sa seule tentative possible. Il devance sur le podium le Polonais Piotr Lisek (5,89 m) et Renaud Lavillenie (5,89 m).
Le 24 août, lors du Weltklasse Zürich, étape finale de la Ligue de diamant et dans une nouvelle formule où le vainqueur de la finale remporte le trophée, il décroche le titre en s'imposant avec 5,87 m devant les Polonais Piotr Lisek et Paweł Wojciechowski (5,80 m). Il succède ainsi à Renaud Lavillenie, septuple détenteur en titre.
Invaincu en 2017, Sam Kendricks doit céder des victoires lors de toutes ses sorties hivernales en 2018 face à Piotr Lisek à Cottbus et Düsseldorf, franchissant lors des deux occasions 5,78 m. Le 17 février, il est battu, lors des championnats des Etats-Unis en salle, par Scott Houston, auteur de 5,83 m, alors qu'il se contente lui de franchir une nouvelle fois 5,78 m.
Le 25 février 2018, lors du All Star Perche de Clermont-Ferrand, Sam Kendricks sort vainqueur de la meilleure compétition de l'histoire du saut à la perche, en s'imposant avec une barre à 5,93 m, meilleure performance mondiale de l'année et record personnel en salle. Il devance Renaud Lavillenie (5,93 m) et cinq autres adversaires, tous auteur de 5,88 m, un exploit. Le 4 mars, il remporte la médaille d'argent des championnats du monde en salle de Birmingham avec un saut à 5,85 m, battu par le tenant du titre Renaud Lavillenie (5,90 m).
Le 23 juin 2018, il remporte le titre national américain à Des Moines avec 5,85 m. La semaine suivante, il améliore la meilleure performance mondiale de l'année en remportant le Meeting de Paris avec une barre à 5,96 m, devant Mondo Duplantis (5,90 m) et Renaud Lavillenie (5,84 m).

### Titre mondial conservé (2019)
Le 13 juin 2019, Sam Kendricks s'impose lors du meeting de Ligue de Diamant d'Oslo en réussissant un saut à 5,91 m, soit dix centimètres de mieux que le champion d'Europe Armand Duplantis. Il confirme le 5 juillet au meeting de Lausanne avec une barre à 5,95 m derrière le Polonais Piotr Lisek qui réalise l'exploit d'effacer 6,01 m, une barre que n'a pas souhaité tenté Kendricks. Le 27 juillet, il remporte son 6e titre national consécutif et efface à son second essai une barre à 6,06 m, pour devenir le 2e meilleur performeur mondial de l'histoire en plein air, battant le record d'Amérique du Nord, d'Amérique centrale et des Caraïbes, le record des États-Unis, le record des championnats et le record du stade. Ce record ne sera amélioré qu'en juin 2023 par son compatriote KC Lightfoot, avec 6,07 m. Au meeting de Paris au stade Charléty le 24 août, Kendricks s'impose facilement et bat le record du meeting en franchissant à nouveau 6 m. Le 29 août, il remporte les finales de Ligue de Diamant à Zurich grâce à un saut à 5,93 m réalisé à son troisième essai. Trois jours plus tard, il est battu par Armand Duplantis au nombre d'essais au meeting de Berlin après avoir sauté à 5,80 m. 
Le 1er octobre 2019, aux championnats du Monde d'athlétisme de Doha, Sam Kendricks remporte la finale avec une barre à 5,97 m et conserve son titre de champion du monde, devançant les deux autres perchistes ayant sauté 6 mètres au cours de la saison 2019, le Suédois Armand Duplantis et le Polonais Piotr Lisek. Il est le premier perchiste à conserver son titre mondial depuis Sergueï Bubka.

### Depuis 2020
Sam Kendricks commence fort sa saison 2020 en sautant deux fois à 5,80 m en salle, à Cottbus le 29 janvier et à Düsseldorf, malgré une mauvaise performance au meeting de Karlsruhe le 31 janvier, où il ne parvient pas à franchir 5,60 m. Le 8 février, il remporte le Perche Elite Tour de Rouen en battant le record des Etats-Unis en salle grâce à un saut à 6,01 m, mais il ne parvient pas à rééditer cette performance la semaine suivante au meeting de Glasgow, s'arrêtant à 5,84 m tandis que le Suédois Armand Duplantis établit un nouveau record du monde avec un bond à 6,18 m. Le 23 février, pour sa dernière compétition en salle de la saison au All-Star Perche de Clermont, il franchit 5,87 m et se classe troisième derrière Renaud Lavillenie et Armand Duplantis. 
La saison estivale de l'Américain est en revanche chamboulée par la pandémie de COVID-19 qui entraîne le report des Jeux Olympiques de Tokyo à 2021, et l'annulation de plusieurs meetings internationaux. Après avoir signé sa rentrée à Bradenton en Floride le 9 juillet avec une barre à 5,81 m, il égale cette performance le 16 août à Leverkusen en Allemagne, quelques jours après avoir manqué le meeting de Monaco car ses perches n'étaient pas arrivées à temps. Il améliore ensuite sa meilleure performance de la saison d'un centimètre à Chorzów en Pologne, avant de franchir une barre à 6,02 m lors du meeting de Lausanne le 2 septembre, où il ne prend cependant que la deuxième place du concours derrière Mondo Duplantis, auteur lui de 6,07 m.  
En juin 2021, Kendricks assure sa qualification pour les Jeux Olympiques de Tokyo en terminant deuxième du concours de la perche des sélections olympiques américaines avec un saut à 5,85 m, derrière Chris Nilsen, vainqueur avec 5,90 m. Cependant, il est testé positif au SARS-CoV2 deux jours avant le début de la compétition, et est donc contraint de déclarer forfait.
L'année suivante, l'Américain doit également déclarer forfait pour les championnats du monde d'Eugene, après avoir subi une opération à un ménisque. En 2023, il se classe seulement quatrième des sélections américaines et manque donc la qualification pour les Mondiaux de Budapest. 

## Personnalité
Dans les circuits du saut à la perche mondial, Sam Kendricks est reconnu pour être humble, solidaire et respectueux.
Lors des qualifications pour la finale des Jeux olympiques de Rio, où il a finalement remporté la médaille de bronze, l'Américain stoppe sa course d'élan lors d'un saut pour respecter l'hymne national joué au même moment.

## Palmarès

### International
| Date | Compétition                        | Lieu                               | Résultat | Marque  |
| ---- | ---------------------------------- | ---------------------------------- | -------- | ------- |
| 2013 | Universiade                        | Kazan                              | 1er      | 5,60 m  |
| 2015 | Championnats du monde              | Pékin                              | 9e       | 5,65 m  |
| 2015 | Ligue de diamant                   | Ligue de diamant                   | 3e       | détails |
| 2016 | Circuit mondial en salle de l'IAAF | Circuit mondial en salle de l'IAAF | 2e       | détails |
| 2016 | Championnats du monde en salle     | Portland                           | 2e       | 5,80 m  |
| 2016 | Jeux olympiques                    | Rio de Janeiro                     | 3e       | 5,85 m  |
| 2016 | Ligue de diamant                   | Ligue de diamant                   | 2e       | détails |
| 2017 | Championnats du monde              | Londres                            | 1er      | 5,95 m  |
| 2017 | Ligue de diamant                   | Ligue de diamant                   | 1er      | 5,87 m  |
| 2017 | DécaNation                         | Angers                             | 1er      | 5,75 m  |
| 2018 | Championnats du monde en salle     | Birmingham                         | 2e       | 5,85 m  |
| 2018 | Coupe du monde                     | Londres                            | 1er      | 5,83 m  |
| 2018 | Ligue de diamant                   | Ligue de diamant                   | 2e       | 5,88 m  |
| 2018 | Coupe continentale                 | Ostrava                            | 1er      | 5,85 m  |
| 2019 | Ligue de diamant                   | Ligue de diamant                   | 1er      | 5,93 m  |
| 2019 | Championnats du monde              | Doha                               | 1er      | 5,97 m  |
| 2020 | Circuit mondial en salle de l'IAAF | Circuit mondial en salle de l'IAAF | 2e       | détails |
| 2023 | Ligue de diamant                   | Ligue de diamant                   | 3e       | 5,72 m  |
| 2024 | Championnats du monde en salle     | Glasgow                            | 2e       | 5,90 m  |
| 2024 | Jeux olympiques                    | Paris                              | 2e       | 5,95 m  |
| 2025 | Championnats du monde en salle     | Nankin                             | 3e       | 5,90 m  |

### National
- Championnats des États-Unis d'athlétisme :
  - vainqueur du saut à la perche en 2015, 2016, 2017, 2018 et 2019

## Records
| Épreuve          | Épreuve   | Marque      | Lieu       | Date            |
| ---------------- | --------- | ----------- | ---------- | --------------- |
| Saut à la perche | Plein air | 6,06 m      | Des Moines | 27 juillet 2019 |
| Saut à la perche | En salle  | 6,01 m (AR) | Rouen      | 8 février 2020  |